# Kreuzbergstraße
Die Kreuzbergstraße ist eine rund 950 m lange Straße in den Berliner Ortsteilen Kreuzberg und Schöneberg. Der Name stammt vom Kreuzberg, an dem die Straße liegt.

## Verlauf und Kurzbeschreibung
Am Mehringdamm beginnt die Kreuzbergstraße als Weiterführung der Bergmannstraße und verläuft geradlinig ostwärts. In Höhe des Einkaufszentrums hinter der Katzbachstraße vollzieht sie einen etwa 100-Grad-Knick nach Süden und endet an der Monumentenstraße. Jenseits führt eine kleine Straßenfortsetzung den Namen Am Lokdepot. In die Kreuzbergstraße münden die  Methfesselstraße,  Großbeerenstraße und Möckernstraße. Dazu kreuzt sie die Katzbachstraße.
Die gesamte Südseite des Straßenabschnitts entlang des Fußes vom Kreuzberg ist nicht mit Wohnhäusern bebaut. Die Hausnummernzählung der Kreuzbergstraße verläuft U-förmig, am Mehringdamm beginnt sie mit der Nummer 1, bei der Nummer 42c wendet sie an der Monumentenstraße und endet an der Katzbachstraße mit Hausnummer 50.

## Denkmale

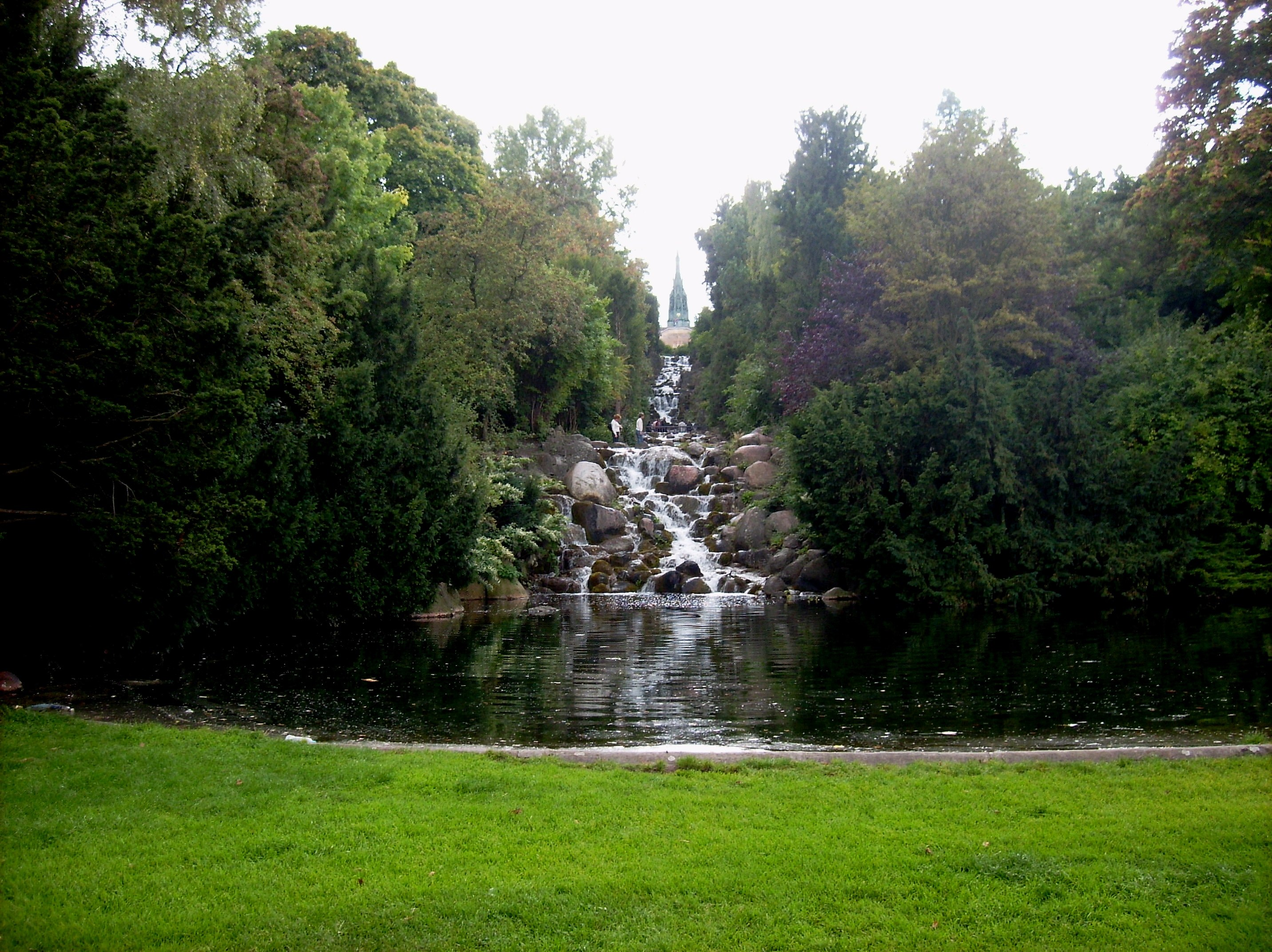
Kaskade am Viktoriapark

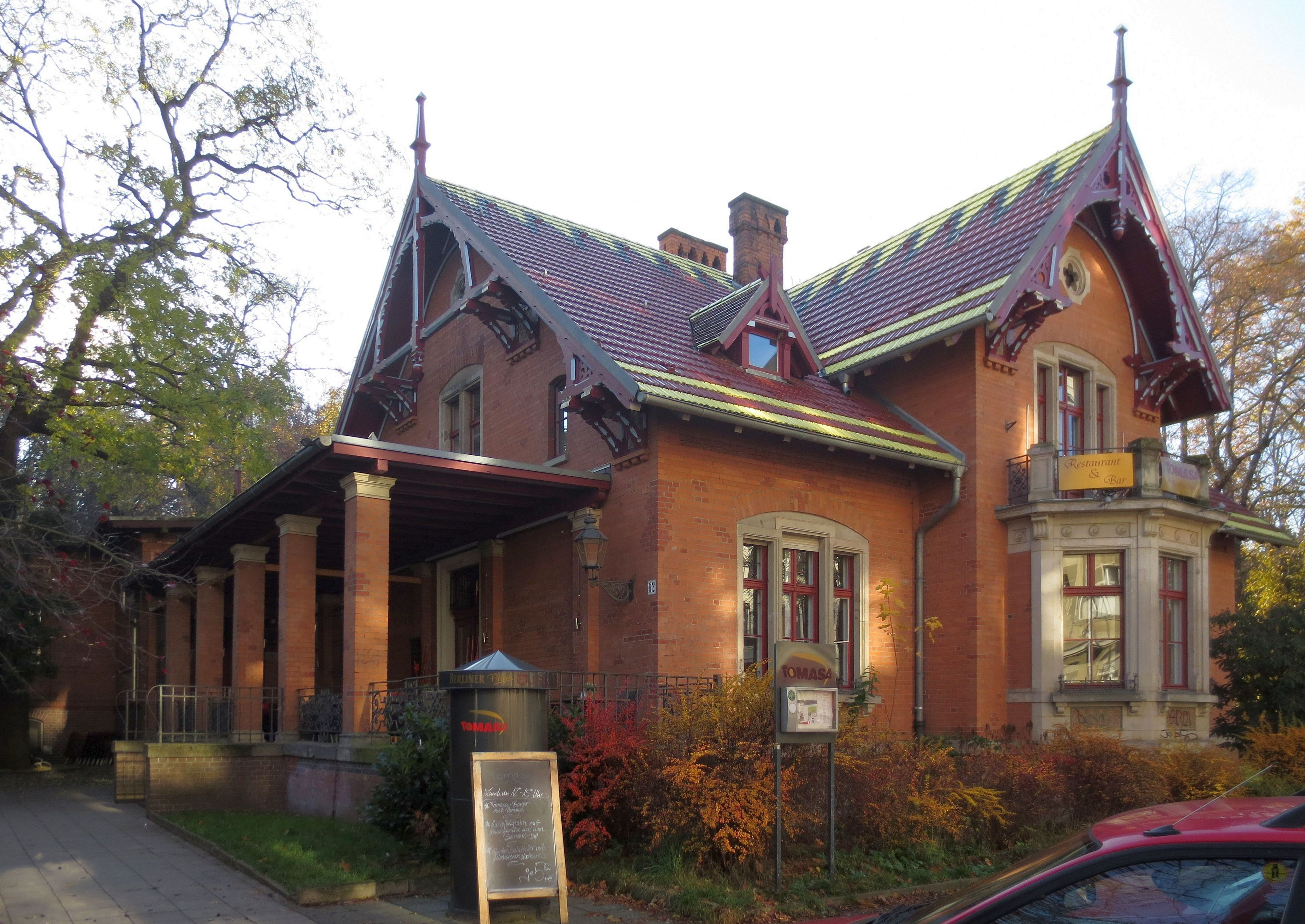
Kreuzbergstraße 62, Villa Kreuzberg

In der Kreuzbergstraße befindet sich der Viktoriapark, der als Gartendenkmal ausgewiesen ist. Der Wasserfall des Viktoriaparks endet an der Kreuzberg- /Ecke Großbeerenstraße und bietet einen guten Blick auf das Nationaldenkmal für die Befreiungskriege auf der Spitze des Kreuzbergs mit der Statue Der Fischer.
Weitere Baudenkmale sind:
- Kreuzbergstraße 27, Nebengebäude der Milchkuranstalt[3]
- Kreuzbergstraße 27/28, Seitenflügel, Trinkhalle, Kuhstall und Pferdestall mit Wohnungen[4]
- Kreuzbergstraße 29, Hausflur mit vier Gemälden von Wilhelm Wiegmann, 1888[5]
- Kreuzbergstraße 62, Gärtner- und Maschinenhaus von Hermann Blankenstein und W. Moeller 1892–1894[6]

## Geschichte
Bis 1862 hieß die Straße Weinmeisterstraße. Als der Kreuzberg seinen Namen erhielt, wurde der Weg entsprechend umbenannt. Ein nach dem Bebauungsplan als Straße 6a, Abt. III angelegter neuer Straßenabschnitt wurde am 4. April 1895 in die Kreuzbergstraße mit einbezogen. Als 1938 eine neue Grenzziehung der Verwaltungsbezirke vorgenommen wurde, kam ein Teil (Hausnummern 39–42c) zu Schöneberg. Nur das Straßenland verblieb in Kreuzberg.

## Stolpersteine
Vor dem Holocaust lebten auch in der Kreuzbergstraße jüdische Anwohner. Ihnen zu Ehren und zum Gedenken wurden Stolpersteine vor folgenden Häusern verlegt:
- Kreuzbergstraße 2/3 – Stolpersteine für Emma und Hermann Cohn[8]
- Kreuzbergstraße 25 – Stolperstein für Auguste Marie Burchardt[9]
- Kreuzbergstraße 72 – Stolperstein für Paulina Frommholz[10]
- Kreuzbergstraße 77 – Stolperstein für Dorothea Jacobson und Meta Kochmann[11]

## Verkehrsanbindungen
An der Kreuzbergstraße befinden sich die Bushaltestellen Viktoriapark an der Kreuzung Katzbach-/Kreuzbergstraße und Wasserfall an der Großbeeren- /Ecke Kreuzbergstraße, beide werden von der Buslinie 140 bedient.
Anbindungen in der Nähe sind die Bushaltestellen Katzbachstraße (Linie M19), Monumentenstaße (Linie 140), Mehringdamm (Linien U7, U6, M19 und 140) sowie Platz der Luftbrücke (Linien U6, M43 und 248).